# Mass Effect (joc video)
Mass Effect este un joc de rol de acțiune dezvoltat de BioWare și lansat inițial pentru Xbox 360 în 2007. Este primul joc din seria Mass Effect și are loc în galaxia Calea Lactee în anul 2183, unde civilizația este amenințată de o rasă de maișinării foarte avansată, cunoscută sub numele de Reapers (Secerători). Jucătorul își asumă rolul comandantului Shepard, un soldat uman de elită care trebuie să oprească un agent rebel să efectueze invazia galactică a Secerătorilor. Jocul implică finalizarea mai multor misiuni care implică, în general, explorarea spațiului, lupta cu echipe și vehicule, dar și interacțiunea cu personaje non-jucabile .
Planificat ca primul capitol al unei trilogii, Mass Effect a fost dezvoltat pe parcursul a trei ani și jumătate și folosește motorul Unreal Engine 3 ca bază. A fost conceput astfel încât jucătorul să-și asume rolul unui personaj central care ar putea lua decizii importante și ar putea influența povestea jocului în numeroase moduri. Lupta a fost concepută pentru a oferi tactica și personalizarea unui joc de rol, dar printr-o interfață de împușcături la persoana a treia mai simplă și în timp real. În 2008 și 2009, au fost lansate două pachete de conținut descărcabile care au introdus noi misiuni în jocul de bază.
Mass Effect a primit aprecierile criticilor și a vândut peste un milion și jumătate de copii până în ianuarie 2008. Criticii au lăudat povestirea interactivă și designul cinematografic al jocului, dar i-au pedepsit mecanica de luptă dezechilibrată și inteligența artificială slabă. Jocul a primit mai multe premii la sfârșitul anului, inclusiv cel pentru cel mai bun RPG la Spike Video Game Awards 2007 și Roleplaying Game of the Year la Interactive Achievement Awards 2008. Mass Effect a fost portat pe Microsoft Windows și PlayStation 3 în 2008 și, respectiv, 2012. A fost urmat de continuările Mass Effect 2 în 2010 și Mass Effect 3 în 2012. În 2021, Mass Effect a fost remasterizat ca parte a ediției legendare Mass Effect.

## Gameplay
Mass Effect este un joc de rol de acțiune pentru un singur jucător, în care jucătorul ia rolul comandantului Shepard dintr-o perspectivă la persoana a treia. Genul lui Shepard, aspectul, mediul militar, antrenamentul de luptă și prenumele sunt determinate de jucător înainte de începerea jocului. Există șase clase diferite de personaje din care jucătorul poate alege și fiecare dintre ele are talente diferite care oferă capacități de luptă îmbunătățite. De exemplu, clasa Soldier (Soldat) este antrenată în daunele cazuate de arme și îmbunătățiri ale sănătății, în timp ce clasa Sentinel (Santinelă) este antrenată în protejarea și vindecarea aliaților. La un moment dat în joc, jucătorii își pot dezvolta talentul de bază într-una dintre cele două specializări, care depind de clasa aleasă de jucător. Deși orice clasă poate folosi orice tip de armă, fiecare clasă este eficientă numai cu armele în care sunt antrenați.
Lumea jocului este o hartă a galaxiei pe care jucătorul o poate explora pentru a găsi și a finaliza misiuni. Majoritatea misiunilor care progresează povestea constau în misiuni de luptă, în timp ce misiunile opționale implică, în general, jucătorul să adune obiecte sau să interacționeze cu personaje non-jucabile. Pe măsură ce jucătorul progresează pe parcursul jocului, șase membri ai echipei devin disponibili, fiecare cu propriile talente care pot fi dezvoltate. Punctele de experiență sunt câștigate în mai multe moduri, cum ar fi finalizarea misiunilor, înfrângerea inamicilor sau găsirea și colectarea de obiecte în jurul mediului. De fiecare dată când se obține o cantitate suficientă de experiență, jucătorul „crește nivelul” și i se acordă un număr de puncte de talent care pot fi folosite pentru a dezvolta talente atât pentru Shepard, cât și pentru membrii echipei. Fiecare talent are 12 ranguri care pot fi deblocate, fiecare rang costând un Punct de Talent.
Principalul mod de transport al jucătorului este o navă care servește drept bază de operațiuni a lui Shepard. La bordul navei, jucătorul poate interacționa cu membrii echipei, poate cumpăra echipamente noi și poate călători în numeroase sisteme planetare. Deși jocul prezintă un număr mare de planete pe care jucătorul le poate examina, doar pe câteva dintre ele se poate de fapt ateriza pentru a fi explorate. Unele dintre ele pot fi, de asemenea, chestionate pentru a căuta resurse valoroase și articole relevante pentru cercetări. La aterizarea pe o planetă, jucătorul poate traversa pe jos sau folosind un vehicul de luptă de infanterie pe tot terenul numit M35 Mako. Majoritatea misiunilor principale ale jocului sunt orientate spre lupta pe sol, dar unele segmente pot prezenta lupte care necesită utilizarea M35 Mako. În schimb, misiunile secundare necesită de obicei jucătorul să exploreze lumi neexplorate libere cu vehiculul. Echipamentele, care includ armuri, arme și muniții, pot fi găsite în mediul înconjurător sau achiziționate de la comercianți din așezări.

### Luptă
Lupta în Mass Effect se bazează pe echipă, cu doi membri care îl însoțesc pe jucător în câmpul de luptă. Jucătorul are controlul direct asupra lui Shepard, în timp ce membrii echipei sunt controlați de inteligența artificială a jocului. Bătăliile au loc în timp real, dar jucătorul poate întrerupe acțiunea în orice moment pentru a viza calm inamicii și pentru a selecta diferite abilități de talent pe care membrii echipei să le folosească. Jocul folosește o perspectivă peste umăr asemănătoare unui shooter la persoana a treia și are un sistem de acoperire care permite jucătorilor să se ascundă strategic în spatele obiectelor în timp ce luptă cu forțele inamice. Jucătorul poate da, de asemenea, ordine membrilor echipei, cum ar fi trimiterea acestora să se adăpostească în spatele unui obiect, să cerceteze zona înainte, să se regrupeze sau să-și concentreze focul asupra unei ținte desemnate.
Armele variază de la pistoale la puști, puști de asalt și puști de lunetist. Deși toate au muniție nelimitată, ele se supraîncălzesc dacă sunt trase în mod continuu pentru perioade prelungite. În plus, jucătorul poate folosi grenade care se fixează pe ținte sau pe suprafețe plane pentru a fi detonate de la distanță. Shepard și membrii echipei sunt protejați de o bară de sănătate și scuturi care absorb daune. Bara de sănătate primește daune numai după ce scuturile au fost distruse, dar pericolele de mediu, cum ar fi căldura sau agenții toxici, pot afecta direct bara de sănătate dacă nu sunt anulate în întregime prin purtarea unei armuri adecvate. Bara de sănătate poate fi restabilită cu ajutorul unor obiecte numite Medi-geluri, în timp ce scuturile se regenerează automat atunci când nu iau foc pentru o perioadă scurtă. Unele talente și echipamente pot îmbunătăți rata de vindecare sau regenerarea scutului. Jucătorul poate reînvia membrii echipei căzuți cu ajutorul talentului Unity. Totuși, dacă Shepard moare, jucătorul trebuie să înceapă jocul din nou de la ultimul punct salvat.

### Dialog și moralitate
În timpul conversațiilor cu personajele, Mass Effect folosește un meniu de comandă radial, numit Roata de Dialog, unde opțiunile de dialog ale jucătorului depind de direcția roții. Partea stângă a roții este în mod normal rezervată opțiunilor care vor continua conversația în profunzime, în timp ce opțiunile din partea dreaptă au tendința de a muta conversația spre finalizare. Răspunsurile din partea de sus sunt în general mai politicoase și dezinteresate, în timp ce cele din partea de jos sunt mai agresive și mai ostile. Alegerile de dialog influențează modul în care alții reacționează la Shepard și afectează moralitatea aleasă de jucător. Moralitatea este măsurată prin punctele Paragon (farmec) și Renegade (intimidare). Aceste puncte permit jucătorului să dezvolte talente care afectează disponibilitatea noilor opțiuni speciale de dialog Paragon și Renegade cu impact semnificativ în joc.

## Rezumat

### Context și personaje

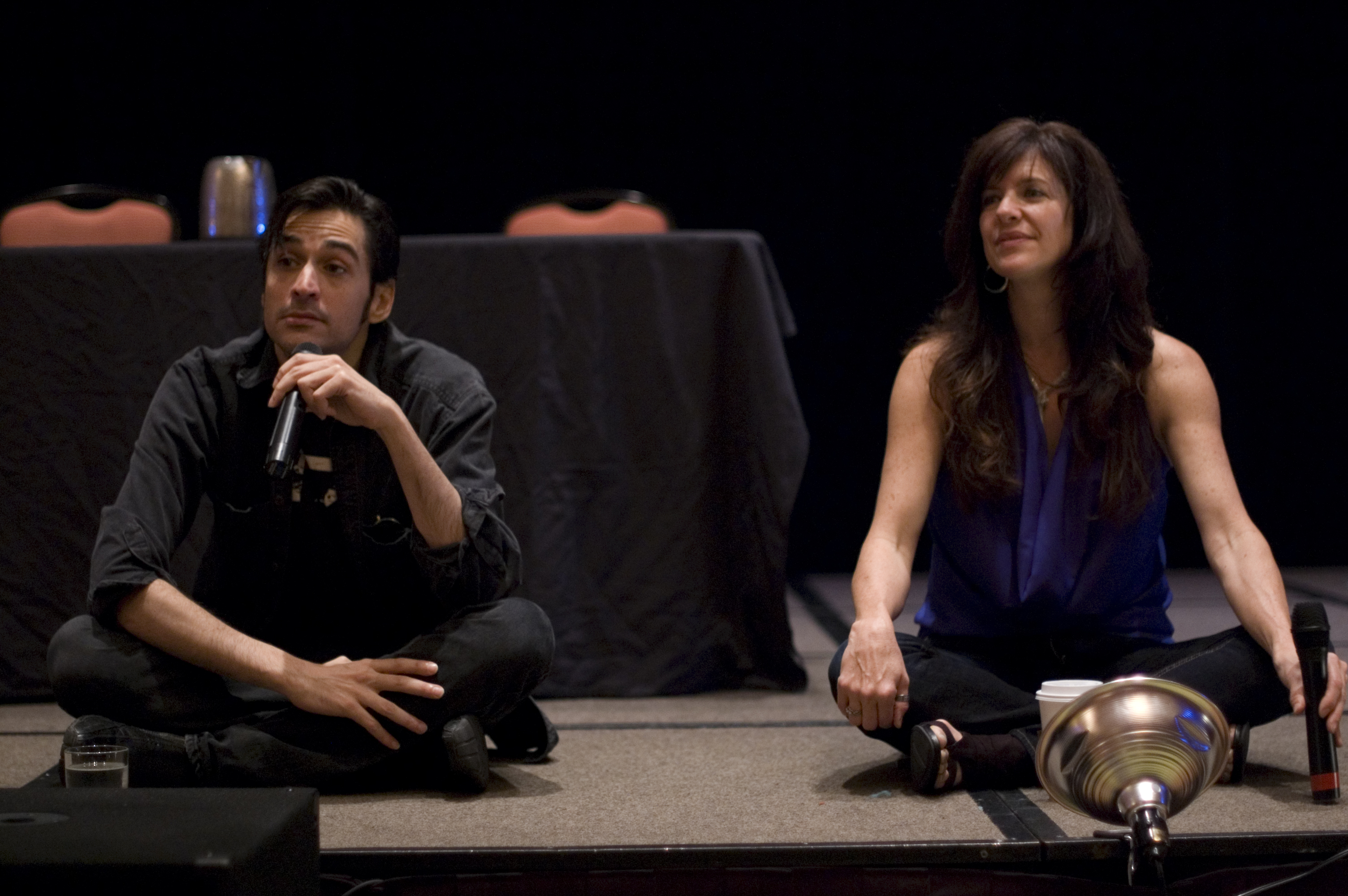
Mark Meer (stânga) și Jennifer Hale (dreapta) au oferit vocile protagonistului masculin și feminin al jocului.

Mass Effect are loc în galaxia Calea Lactee în anul 2183, unde călătoria interstelară este posibilă prin utilizarea dispozitivelor de tranzit în masă numite Mass Relays, o tehnologie despre care se crede că a fost construită de o rasă extraterestră dispărută cunoscută sub numele de Protheans. Termenul „Mass Effect (Efect de Masă)” este definit ca o formă de tehnologie de negare a masei, care permite crearea de fenomene fizice, cum ar fi gravitația artificială sau călătoria FTL. Un corp conglomerat de guverne cunoscut sub numele de Consiliul Citadelului controlează un procent mare din galaxie și este responsabil pentru menținerea legii și ordinii între rasele comunității galactice. Rasele care aparțin Consiliului Citadelului includ oameni, asari, salarieni și turiani. Alte rase extraterestre văzute în joc includ reptilienii krogan, quarienii adaptați mediului și o rasă ostilă de inteligențe artificiale conectate în rețea numită geth. Umanitatea este reprezentată de System Alliance (Alianța Sistemelor), un corp organizat care s-a alăturat comunității galactice în 2157.
Protagonistul jocului este Comandantul Shepard (cu vocea lui Mark Meer sau Jennifer Hale), absolvent al programului de forțe speciale al Alianței Sistemelor și candidat pentru a deveni primul membru uman al forței Tactici Speciale și Recunoaștere (Spectre), agenți cu largă autoritate primită de Consiliului Citadelului pentru a proteja galaxia. Membrii echipei lui Shepard includ marinul uman al Alianței Sistemelor Kaidan Alenko (Raphael Sbarge), soldatul uman al Alianței Sistemelor Ashley Williams (Kimberly Brooks), ofițerul turian de securitate al Citadelului Garrus Vakarian (Brandon Keener), mercenarul krogan Urdnot Wrex (Steven Barr), mecanicul quarian Tali' Zorah (Ash Sroka) și xenoarheologul asari Liara T'Soni (Ali Hillis). Alte personaje includ căpitanul SSV Normandy David Anderson (Keith David) și pilotul SSV Normandy Jeff „Joker” Moreau (Seth Green).

### Desfășurarea poveștii
Shepard și Kaidan sunt trimiși în colonia umană Eden Prime pentru a recupera un far Prothean dezgropat. Ei resping un atac al gethului, salvând-o pe Ashley în acest proces. Saren Arterius, un turian rebel Spectre, activează farul înainte de a scăpa. Shepard ajunge la far și primește o viziune a războiului și a morții. SSV Normandy și echipajul său sunt chemați de ambasadorul Donnel Udina la Citadel, dar Shepard nu poate convinge Consiliul Citadelului de trădarea lui Saren fără dovezi solide. Shepard o salvează pe Tali, care deține o înregistrare a unei conversații dintre Saren și asari Matriarh Benezia. Cei doi discută despre victoria lor, menționând, de asemenea, un artefact numit „Conduit” și revenirea Secerătorilor (Reapers), o rasă de mașinării foarte avansată de nave stelare sintetice-organice despre care se crede că ar eradica civilizațiile organice odată la fiecare 50.000 de ani. Consiliul revocă statutul lui Saren de spectru și îl face pe Shepard primul spectru uman. Shepard primește comanda Normandiei de către Anderson și începe să urmeze pistele oferite de el și Udina în urmărirea lui Saren.
Pe planeta Therum, Shepard o salvează pe fiica Beneziei, Liara T'Soni, care se alătură echipei lui Shepard; ea îi oferă lui Shepard o mai bună înțelegere a viziunii de la far. În colonia Feros, Shepard dobândește capacitatea de a înțelege și interpreta imaginile văzute în viziune de la un fost subordonat al Beneziei și află că nava amiral a lui Saren, Sovereign (Suveran), posedă capacități unice de control al minții. Pe lumea Noveria, Shepard o urmărește și o învinge pe Benezia, care dezvăluie că ea și Saren sunt îndoctrinate de Sovereign. Între timp, Consiliul îl informează pe Shepard că o unitate de infiltrare salariană a descoperit baza principală a lui Saren pe Virmire. La sosire, Shepard află că Saren a descoperit un leac pentru boala genetică krogan, Genophage (Genofag), și intenționează să creeze o armată de războinici krogan. Wrex se confruntă cu Shepard dacă să-l distrugă, ceea ce duce la retragerea lui sau executarea lui. Shepard îi ajută apoi pe salariani să distrugă baza punând o bombă în ea. Înăuntru, Shepard este confruntat cu Sovereign, care se dezvăluie a fi un Secerător.
Sovereign dezvăluie că Secerătorii rămân în afara galaxiei și așteaptă ca viața organică să se dezvolte și să descopere Mass Relays, înainte de a le recolta când ating apogeul lor de avansare. După aceea, Shepard trebuie să aleagă între a-l salva pe Ashley sau Kaidan, care au fost amândoi prinși și fiecare are nevoie de ajutor pentru a fi salvat. Shepard îl întâlnește și pe Saren, care susține că loialitatea lui față de Sovereign va salva formele de viață organice, demonstrând utilitatea lor pentru Secerători. Pe Normandia, Liara indică locația Conduitului: o lume Prothean cunoscută sub numele de Ilos. Acolo, Shepard află de la o inteligență virtuală Prothean (VI) numită Vigil că Citadelul este de fapt un imens Mass Relay pe care Secerătorii îl folosesc pentru a invada galaxia. În timpul ultimului ciclu de extincție, câțiva Protheani au supraviețuit pe Ilos prin crioconservare și apoi au reintrat în Citadel prin Conduit, un Mass Relay în miniatură proiectat invers, deghizat la bordul stației ca o statuie. Protheanii au sabotat Citadelul pentru a-i împiedica pe Secerători să o activeze de la distanță, lucru pe care Saren intenționează să-l anuleze pentru a declanșa invazia Secerătorilor.
După ce a luptat cu forțele geth la Conduit, Shepard îl confruntă pe Saren la Citadel. Saren fie este ucis de Shepard, fie se sinucide, în funcție de acțiunile lui Shepard. Ascensiunea Destinului, nava amiral a Citadelului cu Consiliul la bord, solicită apoi asistență; Shepard trebuie fie să riște pierderi umane grele pentru a-i salva, fie să sacrifice Ascensiunea Destinului pentru a permite întăririlor Alianței să se concentreze asupra lui Sovereign. Sovereign apoi reanimă cadavrul lui Saren pentru a-l ataca pe Shepard, în timp ce luptă împotriva forțelor Citadelului. În cele din urmă, cadavrul lui Saren este distrus, incapacitându-l pe Sovereign și permițându-i să fie expediat de Alianță. Pentru a prevala, omenirea fie este invitată să se alăture Consiliului dacă a fost salvată, fie devine noul ei lider dacă a fost lăsată să piară. Oricum, Shepard îl poate nominaliza fie pe Anderson, fie pe Udina pentru această nouă poziție de conducere înainte de a părăsi procedurile, jurând că va pune capăt amenințării Secerătorilor.

## Dezvoltare

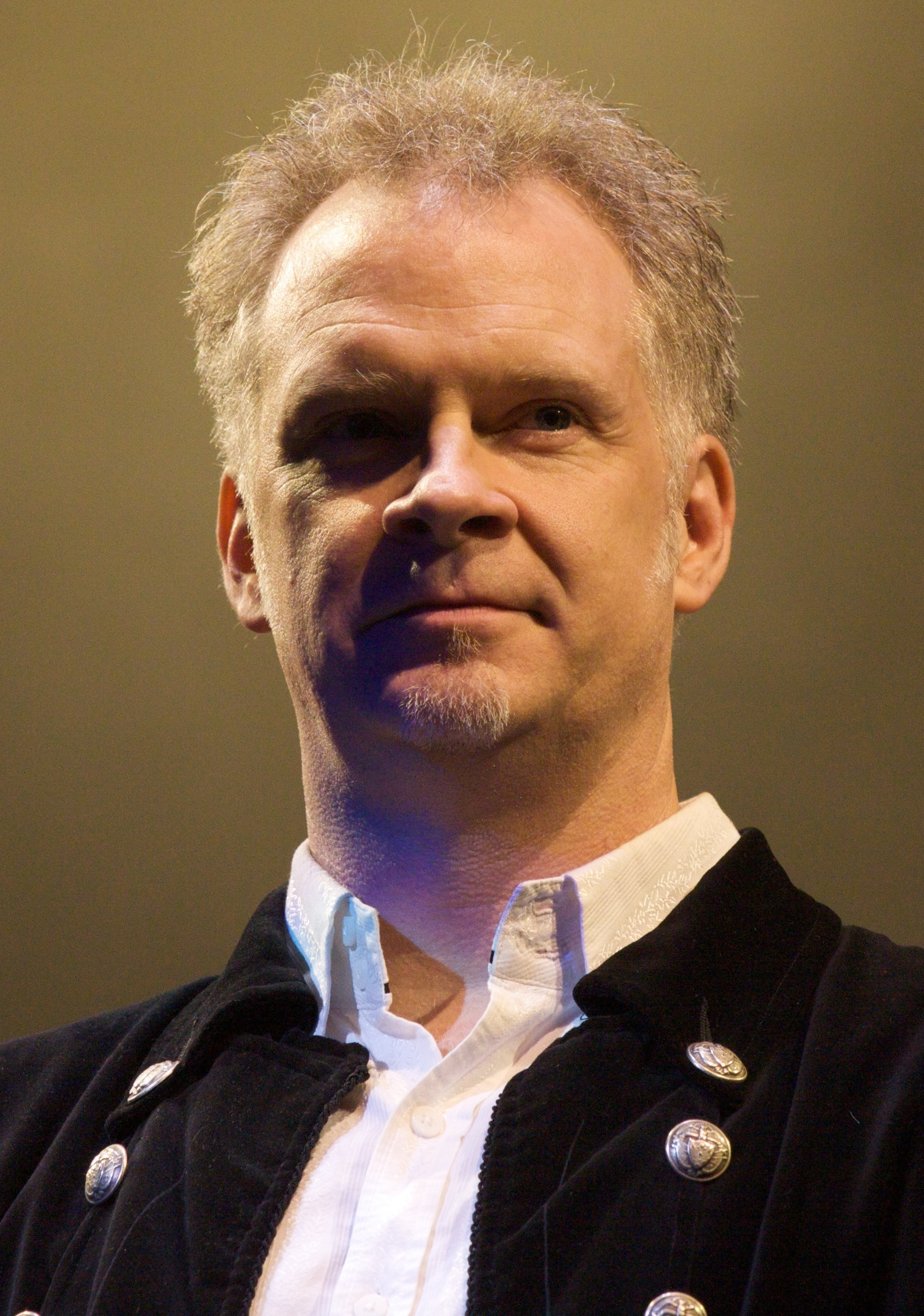
Jack Wall a fost principalul compozitor al jocului Mass Effect.

Mass Effect a fost dezvoltat de BioWare și regizat de Casey Hudson, care a regizat anterior titlul BioWare din 2003, Star Wars: Knights of the Old Republic. Preproducția jocului a început la începutul anului 2004, la scurt timp după lansarea versiunii Microsoft Windows a Knights of the Old Republic. Deoarece echipa de dezvoltare avea deja experiență cu consola Xbox, ei au decis să dezvolte inițial jocul pentru succesorul său, Xbox 360, datorită puterii sale de procesare îmbunătățite și instrumentelor de dezvoltare. Un total de 130 de persoane au fost implicate în dezvoltarea jocului și primele șase până la opt luni au fost petrecute gândind cum va arăta jocul. Mass Effect folosește motorul Unreal Engine 3 ca bază, dar în plus, echipa a dezvoltat componente suplimentare pentru actori digitali avansați, explorarea spațiului și lupta de echipă, rezultând cel mai mare proiect de programare BioWare la acea vreme. În timpul ciclului de dezvoltare de trei până la patru ani al jocului, cea mai mare parte a timpului fusese dedicat dezvoltării acestor tehnologii.
Deoarece BioWare dorea să creeze o poveste memorabilă, Mass Effect a fost conceput ca primul capitol al unei trilogii încă de la început, iar având o bază tehnologică considerabilă ar ajuta la scurtarea ciclului de dezvoltare al viitoarelor sale continuări. În loc să proiecteze un joc de rol în care jucătorul să controleze un protagonist incomplet, dezvoltatorii au dorit ca jucătorii să-și asume rolul unui personaj central care ar trebui să ia decizii importante. Potrivit lui Hudson, această abordare le-ar permite să creeze un „nivel unic de intensitate și putere cinematografică”, oferind, în același timp, jucătorului aceeași personalizare a jocurilor de rol ca și jocurile anterioare BioWare. Alegerile și consecințele erau o prioritate ridicată, deoarece dezvoltatorii nu doreau ca jucătorii să urmeze o cale prestabilită. Datorită numeroaselor opțiuni de dialog ale jocului, roata de dialog a fost creată pentru a ajuta jucătorii să identifice ce răspunsuri aparțin anumitor emoții. Utilizarea actorilor digitali a permis dezvoltatorilor să creeze conversații în care personajele vor vorbi folosind expresiile faciale și mișcarea corpului.
Hudson a explicat că au vrut să evolueze lupta pseudo-turn a Cavalerilor Vechii Republici într-o interfață de împușcături la persoana a treia în timp real. Lupta a fost menită să ofere tactica și personalizarea unui joc de rol, dar printr-o interfață de utilizator mai simplă și mai intuitivă. De asemenea, a fost conceput astfel încât jucătorii să nu fie nevoiți să apese multe butoane pentru a scoate diferitele combinații de atac ale echipei. Echipa a lucrat îndeaproape cu Microsoft la mai multe elemente ale interfeței pentru a se asigura că lupta a fost suficient de tacticizată, și a trecut prin multe încercări și erori pentru a echilibra lupta între jocul de rol și shooter.
Crearea unui mare sentiment de descoperire a fost un obiectiv major. Dezvoltatorii au vrut ca jocul să prezinte o galaxie reală care ar putea fi explorată dincolo de locațiile principale ale poveștii. O echipă foarte mare a construit manual mai multe părți ale galaxiei și au reușit să extindă semnificativ spațiul de joc folosind instrumente dezvoltate intern. Jocurile clasice de explorare a spațiului, cum ar fi Starflight și Star Control, au fost citate ca o inspirație majoră. Acestea au încurajat echipa să creeze M35 Mako pentru a explora lumile neexplorate ale jocului și a dezvolta mecanici de joc pentru a supraveghea planetele din spațiu. Star Control II ar fi, de asemenea, o inspirație pentru scrierea și designul personajelor.
Drew Karpyshyn, care anterior a lucrat ca scriitor principal pentru Knights of the Old Republic, a fost scriitorul principal pentru Mass Effect. În ciuda faptului că fiecare dintre planetele jocului a avut un scriitor principal, toți scriitorii implicați în producție au trebuit să revizuiască munca celuilalt și să ofere critici. Acest proces de feedback colaborativ și efort individual este comun la BioWare și trebuia ca Karpyshyn să se asigure că stilul era consecvent în toate domeniile diferite. Una dintre cele mai mari provocări cu care s-au confruntat scriitorii a fost volumul pe care trebuie să-l scrie pentru a susține căile multiple de dialog ale jocului și rezultatele poveștii. Le-a luat trei ani să introducă totul în joc, care a inclus aproximativ 400.000 de cuvinte și peste 20.000 de rânduri de dialog vorbit. Potrivit lui Karpyshyn, acesta este aproximativ echivalentul a 20 de filme sau 4-5 romane complete.
Filme precum Star Wars, Alien, Star Trek II: The Wrath of Khan, Blade Runner, Starship Troopers, și în special Final Fantasy: The Spirits Within, au avut influențe majore asupra atmosferei și calităților artistice ale jocului. Echipa l-a ales pe Jack Wall, care a scris și muzica pentru titlul BioWare din 2005, Jade Empire, ca principal compozitor al Mass Effect datorită capacității sale de a produce o gamă largă de stiluri muzicale. Hudson avea o idee clară despre ce fel de muzică își dorea în joc, dar i-a oferit lui Wall o anumită libertate artistică de a se exprima. Potrivit lui Wall, viziunea principală a fost „să se căsătorească cu palatul instrumentelor electronice de la sfârșitul anilor 70/începutul anilor 80 cu mai multe elemente organice.” Wall nu mai scrisese niciodată acest stil de muzică înainte, dar compozitorul Sam Hulick l-a ajutat să dezvolte sunetul electronic pe o bază orchestrală clasică. Până la sfârșitul proiectului, compozitorii Richard Jacques și David Kates s-au alăturat lui Wall și Hulick pentru a termina partitura la timp. În timp ce pentru joc au fost scrise un total de 110 minute de muzică, toată muzica din joc și cinematografica a fost creată ca mai multe ramuri pentru a maximiza utilizarea și varietatea acestora. Jocul a devenit gold pe 22 octombrie 2007.

## Marketing și lansare
Mass Effect a fost anunțat oficial la expoziția comercială X05 din Amsterdam pe 4 octombrie 2005, ca exclusivitate Xbox 360. În mai 2006, o demonstrație a jocului a fost prezentată la Electronic Entertainment Expo (E3) și, ulterior, a câștigat cel mai bun joc de rol la Game Critics Awards. Editorii IGN au premiat jocul pentru cea mai bună tehnologie grafică și cel mai inovator design la premiile Best of E3 2006. De asemenea, l-au enumerat drept unul dintre cele mai așteptate jocuri din 2007. Noile caracteristici ale jocului au fost detaliate la expoziția comercială X06 din Barcelona în septembrie 2006, în timp ce prima oră de joc a fost prezentată la Conferința dezvoltatorilor de jocuri din San Francisco în martie 2007. Mass Effect a fost apoi prezentat la E3 în iulie 2007, unde a primit premiul Game Critics pentru cel mai bun joc de consolă și cel mai bun joc de rol și la Games Convention din Leipzig, Germania, în august 2007. Data lansării jocului a fost anunțată pe 30 august 2007. Dacă jocul a fost precomandat de la anumiți retaileri din Australia, jucătorii puteau primi un disc bonus gratuit care includea un documentar de cinci minute în culise, piese de pe coloana sonoră a jocului și o serie de trailere.
Mass Effect a fost lansat pentru Xbox 360 pe 20 noiembrie 2007, în America de Nord. Cu toate acestea, data de stradă a fost ruptă în Australia pe 16 noiembrie 2007, de către EB Games, care a primit copii ale jocului devreme și l-a considerat ca un semn pentru a începe distribuirea. Jocul a fost lansat atât în format Standard, cât și în ediția de colecție limitată. Ediția de colecție limitată a inclus un disc bonus cu material de fundal exclusiv Mass Effect, o coloană sonoră și galerii de design cu peste 600 de lucrări de artă cu comentarii audio complete. O coloană sonoră intitulată Mass Effect Original Soundtrack, care conține 37 de piese ale jocului și acoperă o durată de 1:15:59, a fost lansat împreună cu jocul. Albumul include piesa „ M4 (Part II) ” a trupei canadiane de rock electronic Faunts, care este prezentată în joc în timpul creditelor finale.
O versiune Microsoft Windows portată de Demiurge Studios a fost lansată pe 28 mai 2008. Această versiune oferă controale optimizate concepute special pentru computere personale, grafică de înaltă rezoluție, o nouă interfață de utilizator și alte modificări minore. BioWare a intenționat inițial să utilizeze SecuROM, un software de gestionare a drepturilor digitale care ar necesita activarea online după instalare și verificări suplimentare de autentificare la fiecare zece zile. Cu toate acestea, compania a decis în cele din urmă să nu-l folosească după ce a ascultat criticile fanilor. În 2012, Mass Effect a fost portat pe consola Sony PlayStation 3 de către Edge of Reality, oferind îmbunătățiri ale luminii și ale efectelor vizuale. A fost lansat digital pe PlayStation Network și ca parte a compilației Mass Effect Trilogy. În 2015, Mass Effect a fost adăugat la lista de jocuri Xbox 360 compatibile cu versiunea precedentă de pe Xbox One. În 2021, Mass Effect a fost remasterizat ca parte a Ediției Legendare Mass Effect.

### Conținut descărcabil
Mass Effect oferă două pachete de conținut descărcabile. Primul pachet, Bring Down the Sky, a fost lansat ca descărcare plătită pentru Xbox 360 pe 10 martie 2008 și ca descărcare gratuită pentru Microsoft Windows pe 28 mai 2008. Pachetul este inclus în versiunea PlayStation 3 a jocului, care a fost lansat pe 4 decembrie 2012. Bring Down the Sky introduce o nouă misiune în care jucătorul trebuie să exploreze un asteroid folosind Mako și să-l împiedice să lovească o planetă asemănătoare Pământului. Include, de asemenea, o nouă rasă extraterestră și conținut suplimentar de misiuni secundare. Potrivit BioWare, aventura durează 90 de minute. Ryan Geddes de la IGN a evidențiat extrasele incluse în pachet și elementele vizuale „uimitoare”, în timp ce Dan Whitehead de la Eurogamer a criticat lipsa sa de greutate narativă și reutilizarea hărților de avanpost, care sunt și ele disponibile în jocul de bază. Bring Down the Sky a fost remasterizat ca parte a Mass Effect Legendary Edition.
Al doilea pachet, Pinnacle Station, a fost dezvoltat de Demiurge Studios. A fost lansat ca descărcare plătită pentru Xbox 360 și ca descărcare gratuită pentru Microsoft Windows pe 25 august 2009. Pachetul introduce o facilitate de antrenament în care jucătorul poate concura în opt scenarii de luptă în realitate virtuală, împărțite în patru tipuri diferite de joc, cum ar fi Deathmatch și Capture the flag. După ce a depășit scenariile de luptă, jucătorul trebuie să completeze încă patru pentru a debloca un mod special de supraviețuire, care este același cu provocările de supraviețuire anterioare, dar necesită ca jucătorii să supraviețuiască cinci minute. Pinnacle Station nu a fost inclusă în Mass Effect Legendary Edition a jocului din cauza pierderii codului sursă.

## Recepție

### Răspunsul criticilor
La lansare, Mass Effect a primit elogii critici din partea publicațiilor de jocuri video. Povestirea interactivă și designul cinematografic al jocului au fost evidențiate foarte pozitiv, în timp ce lupta și navigarea vehiculelor au fost în general văzute ca fiind cele mai slabe caracteristici ale jocului. Kevin VanOrd de la GameSpot a descris Mass Effect drept „un joc grozav cu momente de strălucire și o serie de obstacole mici, dar semnificative, care îl împiedică să-și atingă adevăratul potențial”. În mod similar, Erik Brudvig de la IGN l-a considerat mai mare decât suma părților sale, afirmând că, deși Mass Effect prezintă numeroase probleme tehnice, cea mai mare parte a jocului „este livrat atât de expert încât își poate transcende punctele slabe”.
Scriind pentru Game Informer, Andrew Reiner a spus că povestirea interactivă a jocului încurajează reluarea și că povestea sa detaliată „face ca relațiile să pară reale – îți pasă de echipa ta și simți cu adevărat că ai o voce care rezonează în toată galaxia”. Alex Dale de la CVG a declarat argumente pro similare, afirmând că „niciodată până acum povestirea nu a fost înrădăcinată atât de competent într-un joc video și niciodată până acum un jucător nu a avut atâta libertate de a dicta cursul unei povești liniare”. Laude similare au fost acordate modelelor detaliate de personaje ale jocului, animațiilor faciale și actoriei vocale. Jennifer Tsao de la 1UP.com a simțit că actorii digitali au evocat expresii din viața reală, dar a recunoscut că sincronizarea buzelor a avut unele probleme. Deși elementele vizuale au fost creditate pentru scenele dramatice și coloana sonoră evocatoare, criticii au remarcat rata de cadre inconsecventă a jocului și timpii lungi de încărcare.
Cameron Lewis de la GamePro a lăudat povestea, profunzimea și prezentarea jocului, în timp ce Paul Curthoys de la Official Xbox Magazine a remarcat că jocul „se deranjează cu emoții și momente de care majoritatea jocurilor nu se preocupă”, descriindu-l drept „un mare roman science-fiction sub formă de joc video.” În schimb, Edge a concluzionat că decorul de opera spațială nu a reușit să ofere „mitul și exotica pentru a urma în mod adecvat Războiului Stelelor”. Publicația a criticat, de asemenea, distribuția personajelor și tonul general, spunând că Mass Effect „se străduiește atât de mult să fie luat în serios, încât ajunge să se simtă necruțător dus”. Kristan Reed de la Eurogamer a remarcat începutul lent al jocului și setarea copleșitoare, observând că ar deruta jucătorii înainte de a ști despre ce este vorba în jocul principal.
Lupta a fost în general criticată pentru mecanica sa dezechilibrată și inteligența artificială slabă a membrilor echipei. Edge a comentat că elementele jocului de rol nu s-au îmbinat bine cu acțiunea sa, în timp ce IGN a criticat mecanicile echipei pentru că nu au suficientă greutate, afirmând că membrii echipei „deseori nu sunt mai utili decât carnea de tun pentru a distrage inamicul departe de tine.” Gestionarea inventarului a fost, de asemenea, un subiect de critică, 1UP.com descriind-o ca fiind dureroasă și plictisitoare. Explorarea galaxiei a fost comparată favorabil cu jocul de aventură din 1986 Starflight și numărul de misiuni opționale a fost evidențiat pozitiv, dar secțiunile Mako au fost disprețuite pentru designul lor planetar stâncos și mecanica de luptă stângace. Versiunile Microsoft Windows și PlayStation 3 ale jocului au primit critici similare cu versiunea Xbox 360.
| \| An \| Premiu \| Categorie \| Destinatar \| Rezultat \| Ref. \| \| ---- \| ------------------------------------------ \| ---------------------------------------------- \| ----------- \| ------------ \| ---------- \| \| 2007 \| Spike Video Game Awards \| Jocul Anului \| Mass Effect \| Nominalizare \| [87][88] \| \| 2007 \| Spike Video Game Awards \| Cel mai bun RPG \| Mass Effect \| Câștigat \| [87][88] \| \| 2007 \| Spike Video Game Awards \| Cele mai bune grafice vizuale \| Mass Effect \| Nominalizare \| [87][88] \| \| 2007 \| Spike Video Game Awards \| Cel mai bun joc Xbox 360 \| Mass Effect \| Nominalizare \| [87][88] \| \| 2007 \| Spike Video Game Awards \| Cea mai bună partitură originală \| Mass Effect \| Nominalizare \| [87][88] \| \| 2007 \| TeamXbox Game of the Year Awards \| Cel mai bun joc de rol al anului \| Mass Effect \| Câștigat \| [89] \| \| 2007 \| TeamXbox Game of the Year Awards \| Cea mai bună poveste a anului \| Mass Effect \| Câștigat \| [90] \| \| 2007 \| TeamXbox Game of the Year Awards \| Jocul Anului \| Mass Effect \| Câștigat \| [91] \| \| 2007 \| IGN Best of 2007 Awards \| Cel mai bun RPG (Xbox 360) \| Mass Effect \| Câștigat \| [92] \| \| 2007 \| IGN Best of 2007 Awards \| Cel mai bun design artistic (Xbox 360) \| Mass Effect \| Nominalizare \| [93] \| \| 2007 \| IGN Best of 2007 Awards \| Cel mai bun cântec de credit final (Xbox 360) \| Mass Effect \| Nominalizare \| [94] \| \| 2007 \| IGN Best of 2007 Awards \| Cea mai bună poveste (Xbox 360) \| Mass Effect \| Câștigat \| [95] \| \| 2007 \| IGN Best of 2007 Awards \| Jocul Anului Xbox 360 \| Mass Effect \| Nominalizare \| [96] \| \| 2007 \| IGN Best of 2007 Awards \| Cel mai bun RPG (Per total) \| Mass Effect \| Câștigat \| [97] \| \| 2007 \| IGN Best of 2007 Awards \| Cel mai bun design artistic (Per total) \| Mass Effect \| Nominalizare \| [98] \| \| 2007 \| IGN Best of 2007 Awards \| Cea mai bună partitură originală (Per total) \| Mass Effect \| Câștigat \| [99] \| \| 2007 \| IGN Best of 2007 Awards \| Cea mai bună utilizare a sunetului (Per total) \| Mass Effect \| Nominalizare \| [100] \| \| 2007 \| IGN Best of 2007 Awards \| Cea mai bună poveste (Per total) \| Mass Effect \| Câștigat \| [101] \| \| 2007 \| IGN Best of 2007 Awards \| Cel mai bun dezvoltator (Per total) \| BioWare \| Nominalizare \| [102] \| \| 2007 \| IGN Best of 2007 Awards \| Cel mai bun joc al anului (Per total) \| Mass Effect \| Nominalizare \| [103] \| \| 2008 \| 11th Annual Interactive Achievement Awards \| Jocul de rol al anului \| Mass Effect \| Câștigat \| [104] \| \| 2008 \| 11th Annual Interactive Achievement Awards \| Jocul de consolă al anului \| Mass Effect \| Nominalizare \| [104] \| \| 2008 \| 11th Annual Interactive Achievement Awards \| Realizare remarcabilă în dezvoltarea poveștii \| Mass Effect \| Nominalizare \| [104] \| \| 2008 \| 11th Annual Interactive Achievement Awards \| Performanță remarcabilă a caracterului \| Mass Effect \| Nominalizare \| [104] \| \| 2008 \| 8th Annual Game Developers Choice Awards \| Premiul pentru inovație \| Mass Effect \| Nominalizare \| [105] \| \| 2008 \| 8th Annual Game Developers Choice Awards \| Audio \| Mass Effect \| Nominalizare \| [105] \| \| 2008 \| 8th Annual Game Developers Choice Awards \| Design-ul jocului \| Mass Effect \| Nominalizare \| [105] \| \| 2008 \| 8th Annual Game Developers Choice Awards \| Scris \| Mass Effect \| Nominalizare \| [105] \| \| 2008 \| IGN Best of 2008 Awards \| Cel mai bun RPG (PC) \| Mass Effect \| Nominalizare \| [106] \| \| 2008 \| IGN Best of 2008 Awards \| Cea mai bună partitură originală (PC) \| Mass Effect \| Câștigat \| [107] \| \| 2008 \| IGN Best of 2008 Awards \| Cea mai bună interpretare vocală (PC) \| Mass Effect \| Nominalizare \| [108] \| \| 2008 \| IGN Best of 2008 Awards \| Cea mai bună poveste (PC) \| Mass Effect \| Câștigat \| [109] \| \| 2009 \| 5th British Academy Games Awards \| Povestea și Personajul \| Mass Effect \| Nominalizare \| [110][111] \| |                                            |                                                |             |              |                 |
| An | Premiu                                     | Categorie                                      | Destinatar  | Rezultat     | Ref.            |
| 2007 | Spike Video Game Awards                    | Jocul Anului                                   | Mass Effect | Nominalizare | [ 87 ] [ 88 ]   |
| 2007 | Spike Video Game Awards                    | Cel mai bun RPG                                | Mass Effect | Câștigat     | [ 87 ] [ 88 ]   |
| 2007 | Spike Video Game Awards                    | Cele mai bune grafice vizuale                  | Mass Effect | Nominalizare | [ 87 ] [ 88 ]   |
| 2007 | Spike Video Game Awards                    | Cel mai bun joc Xbox 360                       | Mass Effect | Nominalizare | [ 87 ] [ 88 ]   |
| 2007 | Spike Video Game Awards                    | Cea mai bună partitură originală               | Mass Effect | Nominalizare | [ 87 ] [ 88 ]   |
| 2007 | TeamXbox Game of the Year Awards           | Cel mai bun joc de rol al anului               | Mass Effect | Câștigat     | [ 89 ]          |
| 2007 | TeamXbox Game of the Year Awards           | Cea mai bună poveste a anului                  | Mass Effect | Câștigat     | [ 90 ]          |
| 2007 | TeamXbox Game of the Year Awards           | Jocul Anului                                   | Mass Effect | Câștigat     | [ 91 ]          |
| 2007 | IGN Best of 2007 Awards                    | Cel mai bun RPG (Xbox 360)                     | Mass Effect | Câștigat     | [ 92 ]          |
| 2007 | IGN Best of 2007 Awards                    | Cel mai bun design artistic (Xbox 360)         | Mass Effect | Nominalizare | [ 93 ]          |
| 2007 | IGN Best of 2007 Awards                    | Cel mai bun cântec de credit final (Xbox 360)  | Mass Effect | Nominalizare | [ 94 ]          |
| 2007 | IGN Best of 2007 Awards                    | Cea mai bună poveste (Xbox 360)                | Mass Effect | Câștigat     | [ 95 ]          |
| 2007 | IGN Best of 2007 Awards                    | Jocul Anului Xbox 360                          | Mass Effect | Nominalizare | [ 96 ]          |
| 2007 | IGN Best of 2007 Awards                    | Cel mai bun RPG (Per total)                    | Mass Effect | Câștigat     | [ 97 ]          |
| 2007 | IGN Best of 2007 Awards                    | Cel mai bun design artistic (Per total)        | Mass Effect | Nominalizare | [ 98 ]          |
| 2007 | IGN Best of 2007 Awards                    | Cea mai bună partitură originală (Per total)   | Mass Effect | Câștigat     | [ 99 ]          |
| 2007 | IGN Best of 2007 Awards                    | Cea mai bună utilizare a sunetului (Per total) | Mass Effect | Nominalizare | [ 100 ]         |
| 2007 | IGN Best of 2007 Awards                    | Cea mai bună poveste (Per total)               | Mass Effect | Câștigat     | [ 101 ]         |
| 2007 | IGN Best of 2007 Awards                    | Cel mai bun dezvoltator (Per total)            | BioWare     | Nominalizare | [ 102 ]         |
| 2007 | IGN Best of 2007 Awards                    | Cel mai bun joc al anului (Per total)          | Mass Effect | Nominalizare | [ 103 ]         |
| 2008 | 11th Annual Interactive Achievement Awards | Jocul de rol al anului                         | Mass Effect | Câștigat     | [ 104 ]         |
| 2008 | 11th Annual Interactive Achievement Awards | Jocul de consolă al anului                     | Mass Effect | Nominalizare | [ 104 ]         |
| 2008 | 11th Annual Interactive Achievement Awards | Realizare remarcabilă în dezvoltarea poveștii  | Mass Effect | Nominalizare | [ 104 ]         |
| 2008 | 11th Annual Interactive Achievement Awards | Performanță remarcabilă a caracterului         | Mass Effect | Nominalizare | [ 104 ]         |
| 2008 | 8th Annual Game Developers Choice Awards   | Premiul pentru inovație                        | Mass Effect | Nominalizare | [ 105 ]         |
| 2008 | 8th Annual Game Developers Choice Awards   | Audio                                          | Mass Effect | Nominalizare | [ 105 ]         |
| 2008 | 8th Annual Game Developers Choice Awards   | Design-ul jocului                              | Mass Effect | Nominalizare | [ 105 ]         |
| 2008 | 8th Annual Game Developers Choice Awards   | Scris                                          | Mass Effect | Nominalizare | [ 105 ]         |
| 2008 | IGN Best of 2008 Awards                    | Cel mai bun RPG (PC)                           | Mass Effect | Nominalizare | [ 106 ]         |
| 2008 | IGN Best of 2008 Awards                    | Cea mai bună partitură originală (PC)          | Mass Effect | Câștigat     | [ 107 ]         |
| 2008 | IGN Best of 2008 Awards                    | Cea mai bună interpretare vocală (PC)          | Mass Effect | Nominalizare | [ 108 ]         |
| 2008 | IGN Best of 2008 Awards                    | Cea mai bună poveste (PC)                      | Mass Effect | Câștigat     | [ 109 ]         |
| 2009 | 5th British Academy Games Awards           | Povestea și Personajul                         | Mass Effect | Nominalizare | [ 110 ] [ 111 ] |

### Vânzări
În Statele Unite, Mass Effect a debutat pe locul 6 în topul vânzărilor de jocuri video al The NPD Group pentru noiembrie 2007, cu vânzări de 473.000 de exemplare. SimExchange prognozase anterior 328.000 de vânzări pentru perioada respectivă. Până în luna următoare, jocul a lipsit din top 10 al NPD. Mass Effect a început să vândă peste un milion de unități în întreaga lume în mai puțin de trei săptămâni, potrivit vicepreședintelui Microsoft Jeff Bell. Vânzările au crescut la 1,6 milioane de exemplare după șase săptămâni de disponibilitate, și Dean Takahashi de la VentureBeat a remarcat în martie 2008 că jocul era „de așteptat să depășească 2 milioane de vânzări, generând aproximativ 120 de milioane de dolari”. În noiembrie 2008, versiunea Xbox 360 a jocului a primit o certificare „Gold” de la Entertainment and Leisure Software Publishers Association, indicând vânzări pe viață de cel puțin 200.000 de exemplare în Regatul Unit. În aprilie 2011, s-a raportat că atât Mass Effect, cât și continuarea sa au vândut împreună peste șapte milioane de unități în întreaga lume.

### Controverse
Mass Effect are o intrigă secundară opțională în care jucătorul poate dezvolta o relație romantică cu un personaj non-jucabil. Dacă relația devine mai intimă, este afișată o scenă care conține nuditate parțială și activitate sexuală. Scena a fost analizată pentru prima dată într-un articol al bloggerului neoconservator Kevin McCullough, care a folosit afirmații precum „Mass Effect poate fi personalizat pentru a sodomiza orice, pe oricine dorește jucătorul de joc” și „cu capabilitățile sale de pe net orgasmic virtual, violul este doar la apăsarea unui buton distanță.” Articolul a fost criticat de comunitatea de jocuri și de un militant de lungă durată împotriva obscenității, Jack Thompson, care a spus că „această controversă artificială este absolut ridicolă”. Deși McCullough și-a cerut în cele din urmă scuze, el a considerat în continuare materialul ofensiv.
În mod similar, un program Fox News de Martha MacCallum a discutat despre conținutul sexual al jocului. MacCallum a declarat că jocul „nu lasă nimic imaginației” și oferă jucătorilor capacitatea de a „se angaja într-un sex complet grafic”. Autoproclamatul specialist în psihologie Cooper Lawrence și jurnalistul de jocuri video Geoff Keighley au fost, de asemenea, intervievați. Lawrence a descris conținutul sexual din jocurile video ca fiind învățatul pe utilizatorii lor activi să considere femeile ca obiecte ale dorinței apreciate exclusiv pentru sexualitatea lor. Ea a adăugat că personajul jucător al jocului este un bărbat care decide cu câte femei vrea să fie. Keighley s-a concentrat pe contestarea acurateței declarațiilor ei și a întrebat-o dacă a jucat cu adevărat jocul, la care a răspuns „Nu”. Compania-mamă a BioWare, Electronic Arts, a cerut o corecție de la Fox News, dar pur și simplu au răspuns că companiei i s-a oferit șansa de a apărea pe canal.
După ce a văzut pe cineva jucând jocul timp de aproximativ două ore și jumătate, Lawrence și-a retras în cele din urmă declarațiile ei anterioare. Ea a adăugat că i s-a spus că jocul este similar cu pornografia și a remarcat că „a văzut episoade din Lost care sunt mai explicite din punct de vedere sexual”. Între timp, în mare parte ca o reacție a unei comunități de jocuri jignite, cea mai recentă carte a ei a atras multe recenzii ale clienților pe Amazon, care i-au evaluat cu o stea din cinci. Multe dintre aceste recenzii au remarcat în mod satiric că nu i-au citit cartea, dar au auzit de la altcineva că este proastă și, prin urmare, au votat-o slab. Mass Effect a fost, de asemenea, interzis în Singapore pentru o scurtă perioadă de timp înainte de a fi ridicat cu rating M18. Cenzorii din țară au spus că o scenă cu o mângâiere a unei femei extraterestre și umane a fost principalul motiv pentru care jocul nu a fost permis să fie vândut în magazinele de jocuri video.

## Continuare
Deoarece Mass Effect a fost planificat ca fiind primul capitol al unei trilogii, dezvoltarea unei continuări a început cu puțin timp înainte de lansarea jocului. Continuarea, intitulată Mass Effect 2, a fost lansată pentru Microsoft Windows și Xbox 360 pe 26 ianuarie 2010 și pentru PlayStation 3 pe 18 ianuarie 2011. Odată cu importul unui joc salvat finalizat din Mass Effect original, jucătorul poate avea un impact asupra poveștii Mass Effect 2 în numeroase moduri. Continuarea a fost un succes critic și a primit mai multe premii la sfârșitul anului, inclusiv Jocul Anului la Premiile DICE din 2011 și Cel mai bun joc la Premiile Academiei Britanice de Arte de Film și Televiziune din 2011.